# DLT

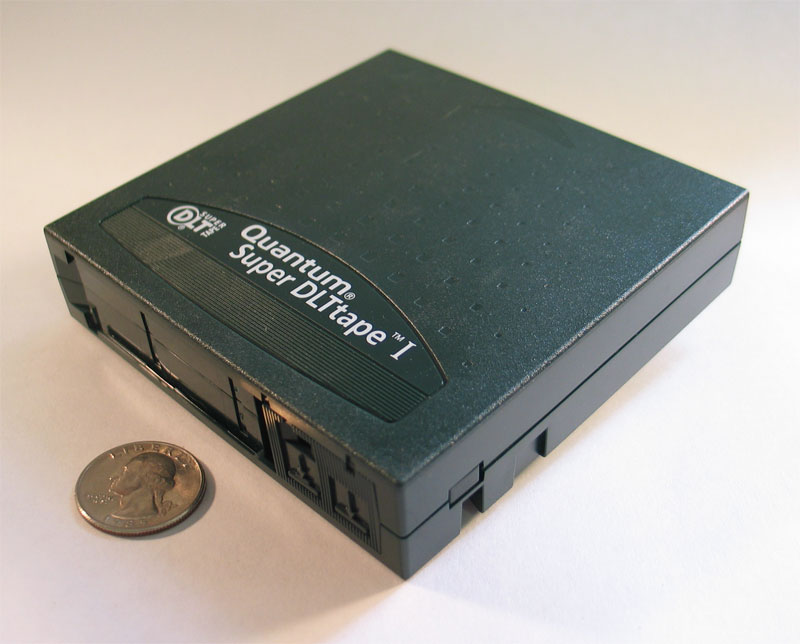
A Super DLT I tape cartridge

DLT (acrônimo para Digital Line Tape) é um tipo de fita magnética desenvolvido pela Digital Equipment Corporation em dezembro de 1984 (atualmente Hewlett-Packard).
Um variante com alta capacidade de armazenamento é chamada de Super DLT (SDLT). Uma versão mais barata foi inicialmente fabricada pela Benchmark Storage Innovations. A Quantum adquiriu a Benchmark em 2002.
A DLT usa uma fita linear em serpentina registrando as informações em múltiplas trilhas com o tamanho de total de 12.6 mm. A SDLT adicionou um sistema óptico de leitura servo que lê os padrões servo gravados na fita. A DLT7000 e a DLT8000 incluiam o cabeçote para frente e para trás para reduzir a interferência entre trilhas adjacentes através do azimuth; isto é chamado de Gravação com fase Simétrica.
A mídia é garantida por trinta anos da data de armazenamento sob especificas condições ambientais; entretanto, elas são facilmente danificadas por má manipulação (queda ou armazenamento improprio).
Os fabricantes atuais dos cartuchos de DLT/SDLT no mercado são a Fujifilm, a Hitachi/Maxell e a Imation. VStape é fabricada pela Sony. Todas as outras empresas (mesmo a Quantum) são parceiras ou revendedoras destas empresas.
Todos os leitores de fitas (S)DLT suportam a compressão de dados por hardware. O fator de compressão frequentemente usado é de 2:1 para textos; outros tipos de dados devem usar o fator de 1.3:1 até 1.5:1.

## Generações

### Drives
| Tipo              | Capacidade (GB) | Interface            | Taxa de transferência (MB/s) | Data | Mídia     |
| ----------------- | --------------- | -------------------- | ---------------------------- | ---- | --------- |
| TK50/TZ30         | 0.1             | proprietary/SCSI     | 0.045                        | 1984 | CT I      |
| TK70              | 0.3             | proprietary          | 0.045                        | 1987 | CT II     |
| THZ01/DLT260/Tx85 | 2.6             | DSSI/SCSI            | 0.8                          | 1989 | DLT III   |
| THZ02/DLT600/Tx86 | 6               | DSSI/SCSI            | 0.8                          | 1991 | DLT III   |
| DLT2000/Tx87      | 10              | Fast SCSI-2          | 1.25                         | 1993 | DLT III   |
| DLT2000XT         | 15              | Fast SCSI-2          | 1.25                         | 1995 | DLT IIIXT |
| DLT4000/Tx88      | 20              | Fast SCSI-2          | 1.5                          | 1994 | DLT IV    |
| DLT7000/Tx89      | 35              | Fast/Wide SCSI-2     | 5                            | 1996 | DLT IV    |
| DLT8000           | 40              | Fast/Wide SCSI-2     | 6                            | 1999 | DLT IV    |
| SDLT 220          | 110             | Ultra-2              | 10                           | 1998 | SDLT I    |
| SDLT 320          | 160             | Ultra-2              | 16                           | 2002 | SDLT I    |
| SDLT 600          | 300             | Ultra-160/FC 2Gb     | 36                           | 2004 | SDLT II   |
| SDLT 600A         | 300             | GbE (FTP, HTTP)      | 36                           | 2005 | SDLT II   |
| DLT-S4            | 800             | Ultra-320/FC 4Gb/SAS | 60                           | 2006 | S4        |
| DLT-S5            | 1500?           |                      | 100?                         |      |           |
| Value line        |                 |                      |                              |      |           |
| DLT1              | 40              | Fast/Wide SCSI-2     | 3                            | 1999 | DLT IV    |
| DLT-VS80          | 40              | Fast/Wide SCSI-2     | 3                            | 2001 | DLT IV    |
| DLT-VS160         | 80              | Ultra-2              | 8                            | 2003 | VS1       |
| DLT-V4            | 160             | Ultra-160/SATA       | 10                           | 2005 | VS1       |
| DLT-V5            | 250?            |                      | 18?                          |      |           |

### Media
| Nome                    | Tipo       | Cor         | Desenvolvido por                       |
| ----------------------- | ---------- | ----------- | -------------------------------------- |
| CompacTape I            | 0.1        | Gray        | TK50/70                                |
| CompacTape II           | 0.3        | Gray        | TK70                                   |
| DLTtape III             | 2.6, 6, 10 | Light brown | DLT260/600, DLT2000/2000XT/4000/7000   |
| DLTtape IIIXT           | 15         | White       | DLT2000XT/4000/7000/8000               |
| DLTtape IV              | 20, 35, 40 | Dark brown  | DLT4000/7000/8000, SDLT220/320 (ro)    |
| Cleaning Tape III       | 20 cleans  | Bege        | DLT2000/2000XT/4000/7000/8000          |
| SDLTtape I              | 110, 160   | Dark green  | SDLT220/320, SDLT600 (ro), DLT-S4 (ro) |
| SDLTtape II             | 300        | Dark blue   | SDLT600, DLT-S4 (ro)                   |
| DLTtape S4              | 800        | Dark purple | DLT-S4                                 |
| SDLT Cleaning Tape      | 20 cleans  | Light gray  | SDLT220/320/600, DLT-S4                |
| DLTtape VS1             | 80, 160    | Ivory/Black | VS160, DLT-V4, SDLT600 (ro)            |
| DLT VS Cleaning Tape    | 20 cleans  | Brown       | DLT1, DLT-VS80                         |
| DLT VS160 Cleaning Tape | 20 cleans  | Light gray  | DLT-VS160, DLT-V4                      |

### Normas
- ECMA 197 Especificações da DLT 2.
- ECMA 209 Especificações da DLT 3.
- ECMA 231 Especificações da DLT 4.
- ECMA 258 Especificações da DLT 3-XT.
- ECMA 259 Especificações da DLT 5.
- ECMA 286 Especificações da DLT 6.
- ECMA 320 Especificações da SDLT-1.